# Pfeilmarkierung

Verkehrszeichen 297 (Pfeilmarkierungen)

Bei Pfeilmarkierungen handelt es sich um Straßenmarkierungen, die auf Fahrstreifen (z. B. Abbiegefahrstreifen) aufgebracht werden können. Es handelt sich dabei in Deutschland um das Verkehrszeichen 297, ein Vorschriftzeichen nach Abschnitt 9 Markierungen der Anlage 2 zu § 41 Absatz 2 Straßenverkehrs-Ordnung (StVO). Danach empfehlen die Pfeilmarkierungen sich rechtzeitig einzuordnen und in Fahrstreifen nebeneinander zu fahren. Fahrzeuge, die sich in einen Fahrstreifen eingeordnet haben, dürfen auch rechts überholt werden.

## Ge- und Verbote
Wer ein Fahrzeug führt, muss der Fahrtrichtung auf der folgenden Kreuzung oder Einmündung folgen, wenn zwischen den Pfeilen Leitlinien (Zeichen 340) oder Fahrstreifenbegrenzungen (Zeichen 295) markiert sind. Zudem darf der Fahrzeugführer auf der mit Pfeilen markierten Strecke der Fahrbahn nach § 12 StVO nicht halten.